# Dehydrocyclodimerisatie
Dehydrocyclodimerisatie (DHCD) is een petrochemisch proces waarin lichte verzadigde en onverzadigde alifatische koolwaterstoffen (alkanen en alkenen, gewoonlijk C2- tot C5-koolwaterstoffen, zoals lpg en lichte nafta's) omgezet worden in een mengsel van aromatische koolwaterstoffen, met vrijzetting van waterstof. De aromatische verbindingen, grotendeels benzeen, tolueen en xylenen (BTX), kunnen toegevoegd worden in benzine - ze hebben een hoog octaangetal - of gebruikt als grondstof voor andere chemicaliën.
De reacties vinden plaats bij hoge temperatuur (tussen 400 en 600°C), in aanwezigheid van een katalysator, en in een inerte atmosfeer (rijk aan stikstof).
n-Butaan reageert zo tot een mengsel van aromatische verbindingen, onder meer tolueen en xylenen, en vormt waterstof als een bijproduct. Propaan reageert analoog tot onder meer benzeen.

## Chemische reacties
Het reactiemechanisme van dit proces is in 1970 voor het eerst beschreven. In het proces vinden een aantal chemische reacties naast elkaar plaats:
- dehydrogenatie van de alkanen tot alkenen, met vrijkomen van waterstof;
- dimerisatie of oligomerisatie van de alkenen;
- aromatisering van deze verbindingen, dit is cyclisatie tot cycloalkanen en dehydrogenatie van de cycloalkanen tot aromaten,
- daarnaast vinden er nog isomerisatiereacties en andere reacties plaats die een groot aantal aromatische verbindingen vormen.

Voor het proces is een "bifunctionele" katalysator nodig, met een zure en een metaalfunctie, respectievelijk bijvoorbeeld zuur alumina of een zeoliet waarop gallium of zink is aangebracht. Het metaal katalyseert de dehydrogenatiereacties, de zure functie bevordert de oligomerisatie- en aromatisatiereacties. Naast waterstof wordt er ook een lichte fractie van methaan en ethaan gevormd, die niet aan de omzettingsreacties meedoen.

## Industriële procedés[2]
Er zijn een aantal commerciële procedés die, hetzij op demonstratieschaal hetzij op industriële schaal, toegepast worden. Ze onderscheiden zich van elkaar onder meer door de gebruikte katalysator, het type reactor en de manier om de katalysator te regeneren; deze regeneratie is nodig omdat de katalysator door de afzetting van koolstofdeeltjes (coke) langzaam zijn activiteit verliest. Ook de samenstelling van de voeding bepaalt mee de reactieomstandigheden en de nodige scheidings- en zuiveringsstappen na de reactie.
- Het "Cyclar"-procedé van BP en UOP is een commerciële toepassing van dehydrocyclodimerisatie en werd voor het eerst op commerciële schaal toegepast in 1999. De katalysator is een aluminosilicaat-zeoliet (ZSM-5) waarop gallium is aangebracht. De regeneratie van de katalysator gebeurt continu. De reactorsectie bestaat uit vier boven elkaar gestapelde reactoren. Het reactiemengsel stroomt achtereenvolgens door deze reactoren, en wordt tussenin opnieuw opgewarmd in een warmtewisselaar. De katalysator zakt onder invloed van de zwaartekracht doorheen de reactoren. Beneden wordt de gedeeltelijk gedeactiveerde katalysator afgetapt en naar een regenerator geleid waar de koolstof van de katalysator wordt afgebrand. De geregeneerde katalysator gaat dan naar de top van de eerste reactor.[3]

- Het "M2 Forming"-procedé van Mobil gebruikt een gelijkaardige "pentasil"-zeoliet HZSM-5 (met een verhouding SiO2/Al2O3 = 70) maar geïmpregneerd met zink[4].

- Andere procedés zijn het "Alpha"-proces van het Japanse Sanyo Petrochemical, sedert 1993 commercieel in dienst; het "Aroforming"-proces van het Franse IFP (Institut Français du Pétrole) in samenwerking met het Australische Salutec, en het "Z-Forming" procedé van de Japanse bedrijven Mitsubishi Oil en Chiyoda.